# Тадеуш Бреза
Таде́уш Бре́за (пол. Tadeusz Breza; 31 грудня 1905, Шекеринці біля Острога на Волині (нині Острозького району, Рівненської області, Україна) — 19 травня 1970, Варшава) — романіст і есеїст, а також дипломат на службі Другої Польської Республіки та Польської Народної Республіки.

## Життєпис
Походив із поміщицької шляхетської родини, був племінником Марії Єганне Вельопольської. Випускні іспити склав 1926 року, після закінчення Ліцею Кароля Марцінковського в Познані, де він жив у родичів. Почав вивчати право в Познанському університеті. Потім приєднався до Бенедиктинського ордену в бельгійському місті Левені. Повернувшись до Польщі, почав вивчати філософію у Варшавському університеті (слухав лекції В. Татаркевича й Т. Котарбінського), яку він, у свою чергу, закінчив вивчати у Лондоні.
У 1929—1932 роках жив у Британії, працював прес-секретарем та аташе польського посольства (завдяки чому мав можливість багато подорожувати Європою). У 1933—1937 роках працював у варшавській газеті «Kurier Poranny» (Ранковий кур'єр). У 1937—1939 роках керував заснованим Тадеушем Бой-Желенським варшавським «Молодим театром». Під час Другої світової війни був активним учасником руху опору.
Після війни співпрацював з літературною пресою спочатку в Кракові, потім у Варшаві (у 1946—1948 роках — рецензент театрального відділу журналу «Odrodzenie»). У наступні роки був культурним радником посольства Польщі в Римі (1955—1959), а потім у Парижі (1961—1965). Похований на військовому кладовищі Повонзки.

## Творчість
Дебютував 1925 року поетичним твором у конкурсі молодих талантів. На його ранню творчість вплинула модна тоді психологічна проза, першим романом став «Адам Гривальд». Після війни все більше часу приділяв політичним та соціальним питанням. Думки про Польську народну республіку виклав у романі «Стіни Єрихону», що отримав першу премію журналу «Відродження» та Небо і Земля, створені під час окупації. В них він іронічно зображував занепад Польщі. В повоєнне десятиліття, незважаючи на минуле, він належав до групи письменників, яких прорадянська влада високо цінувала, разом з Є. Анджевським, К. Брандисом, В. Броневським, Я. Івашкевичем, В. Жукровським та іншими.
Критикував Ватикан та ієрархію Католицької церкви в романах «Уряд» та есе «Бронзові ворота». Після поїздки на Кубу видав збірку есе «Гаванські листи», що позитивно зображували країну після перевороту Фіделя Кастро. За останні два твори він отримав найвищу нагороду міністра культури і мистецтва 1962 року. Три його твори були екранізовані у Польщі: Свято Балтазара, Управління та Йокмок.

## Нагороди
- 1940 — нагорода тижневика «Відродження»
- 1952 — Друга державна премія
- 1955 — орден Трудового Прапора 2-го класу.
- 1962 — Премія Міністра культури і мистецтв першого ступеня
- 1968 — Перша державна премія з літератури

## Художня література
- Адам Гривальд (1936) — роман
- Стіни Єрихона (1946) — роман
- Небо і земля (томи 1-2, 1949—1950) — роман
- Свято Балтазара (1952) — новела
- Jokkmokk (1953) — новела
- У potrzask (1955) — новела
- Літературний зошит (1956) — нариси
- Бронзові ворота (1960) — нариси
- Уряд (1960) — роман
- Гаванські листи (1961) — нариси
- Неллі. Про колег та про себе. Спогади та нариси (1970)
- Zawiść (1973) — роман, створений 1939 року, опублікований посмертно. Оригінальна назва: Біле пташеня

## Сім'я
Був братом архітектора Ахіллеса Брези та Гелени Вежбіцької.